# Rhamphosuchus crassidens
Rhamphosuchus é um gênero extinto de crocodilo da família Gavialidae. É o único representante do gênero extinto de gaviales Rhamphosuchus. Era o réptil mais comprido de todos os tempos (sem contar os dinossauros); chegou a alcançar 13 metros de comprimento. Se alimentava de peixes, e viveu há 2 milhões de anos na atual Índia setentrional, sendo contemporâneo de hominídeos.

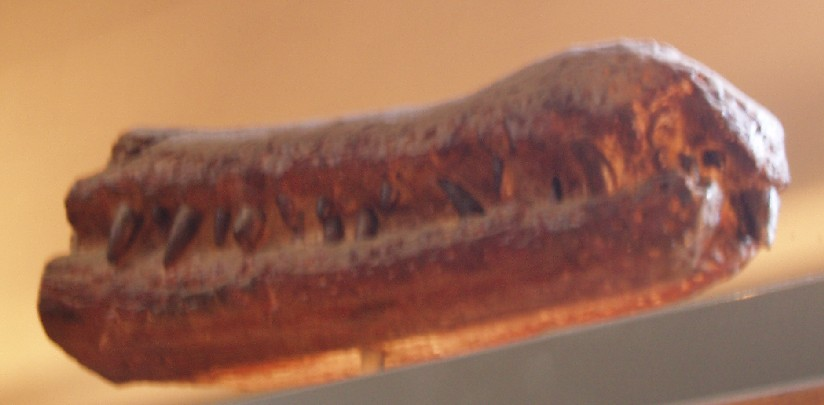
Mandíbulas de Rhamphosuchus no Museu de História Natural de Paris.